# J. C. 매켄지

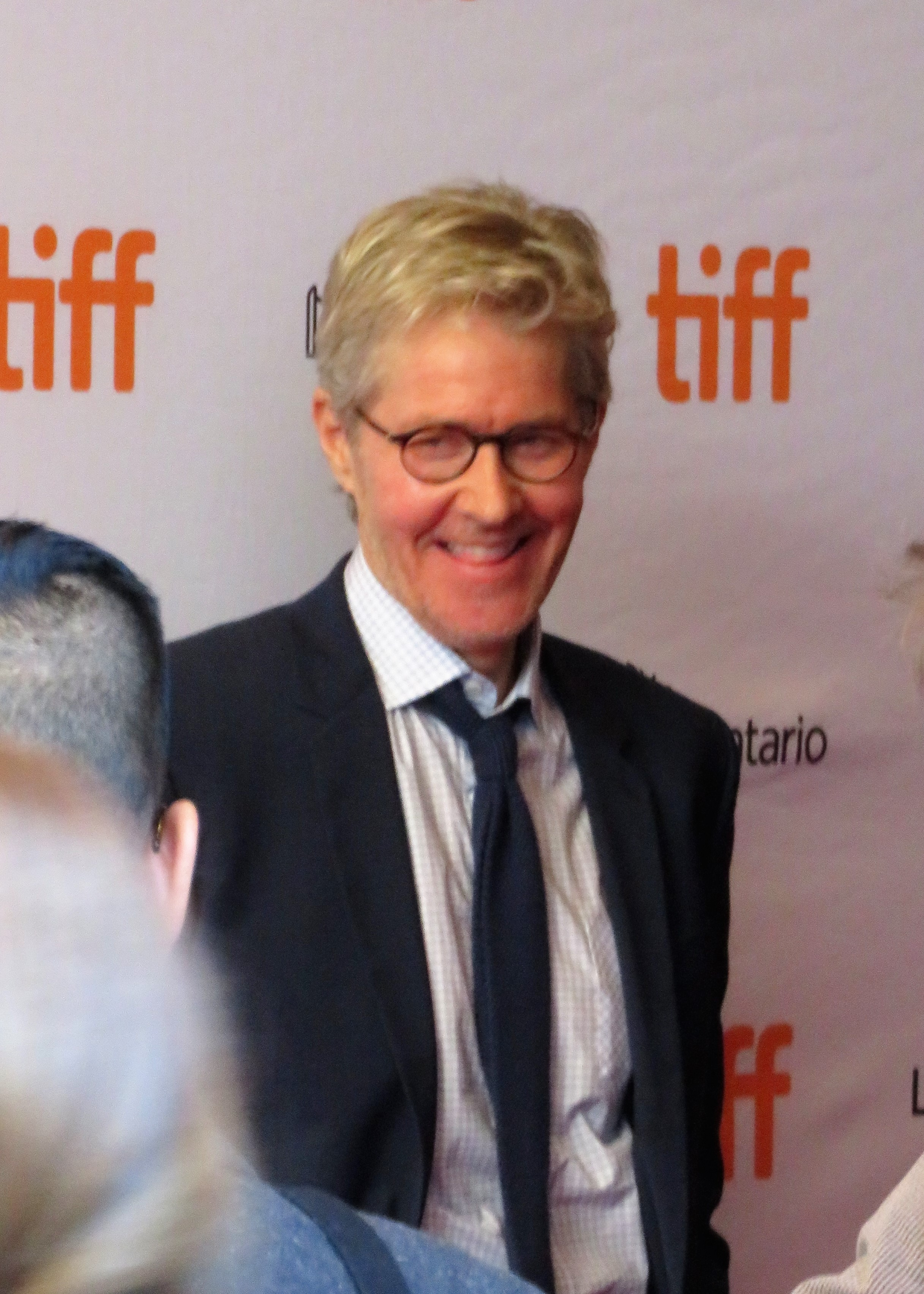

J. C. 매켄지(영어: John Charles MacKenzie, 1970년 10월 17일 ~ )는 캐나다의 배우이다.
피터버러에서 태어났다.

## 출연 작품
- 타겟 넘버 원 (2020년)
- 쉐어 (2019년)
- 몰리스 게임 (2017년) - 해리슨 웰스톤 역
- 더 울프 오브 월 스트리트 (2013년) - 루카스 솔로몬 역
- 마이 원 앤 온리 (2009년) - 톰 역
- 매드 머니 (2008년) - 리차드 맨달브로트 역
- 지구가 멈추는 날 (2008년)
- 더 리턴 (2006년)
- 디파티드 (2006년) - 릴터 역
- 대통령을 죽여라 (2004년)
- 에비에이터 (2004년)
- 언더커버 킬러 (1999년)
- 펜타곤 워 (1998년)
- 히 갓 게임 (1998년)
- 헤비 (1995년)
- 회색 게임 (1995년)
- 레이브 리뷰 (1994년)

### 텔레비전
- 더 프랙티스 (1998)
- 다크 엔젤 (2000-02) - 노멀 역
- 헴록 그로브 (2014-15, Hemlock Grove)
- 바이닐 (2016, Vinyl)
- OA (2016)